# Панзоти
Панзòти (на италиански: Pansoti, от лигурското pansa - „корем“) са вид италианска пълнена паста подобна на равиолите, от които се различават по размера и по липсата на месо в пълнежа. Панзотите с орехов сос (pansöti co-a sarsa de noxe) са едно от най-евтините и характерни ястия на генуезката традиция.
Тъй като не съдържат месо, те са постно ястие, което се счита за подходящо за покаянния период на Великия пост.
Те често са наричани и pansòtti, тъй като в някои лигурски провинции последните срички са устно подчертани.

## Етимология
Терминът произлиза от факта, че пастата има закръглена форма (на шкембе).
Традиционно ястие от Източна Лигурия, те са споменати в италианското гастрономическо ръководство на Италианския туринг клуб, публикувано през 1931 г. на с. 189 в статията за Рапало като „pansoti cu a salsa de nuge“.
В Лигурия могат да се опитат на летните фестивали в Фонталени, Боляско и Черанези.

## Съставки
- Прясната яйчена паста се разточва като тънка кора.
- В най-уважаващите традицията рецепти зеленчуците, използвани за пълнежа, се състоят от смес от пресни билки, т. нар. „пребоджон“ (preboggion),[5] съставена от диви билки от Лигурското крайбрежие, които не са лесни за намиране в магазините, но могат да се съберат в планините. Предвид трудното им намиране като алтернатива може да се използва манголд или по-добре нарязан зеленолистен зеленчук, наречен „ербете“, или пък спанак, или пореч (boraxe). Като друга алтернатива може да се използва и смес от зеленчуци, подобни на тези в пребоджон-а, като цикория, рукола, цикориен асперж, ендивий (салатна цикория), маруля и зеле.[6] Що се отнася до пребоджон-а, нужно е да се балансират зеленчуците в правилните пропорции, за да се неутрализира горчивият вкус на цикорията и цикорийния асперж със сладкия вкус на марулята, енвидия и зелето. Сред останалите съставки са специфичен вид леко кисело прясно сирене, наречено prescinsêua, което може да бъде заменено със смес от рикота и кисело мляко или по-икономично с галета, Грана Падано или Пармиджано-Реджано, яйца и подправки като майорана, индийско орехче и черен пипер.
- За ореховия сос се използват ядки от орехи, кедрови ядки и подправки като чесън, зехтин и хляб, навлажнен с мляко. Като по-евтина алтернатива могат да се подправят с олио или с разтопено масло, в което е запържен лист градински чай.

Ястието се съчетава добре с леко бяло вино като Пигато.